# Фальштин
Фальштин (пол. Falsztyn, нім. Falkenstein) — село в Польщі, у гміні Лапше-Нижнє Новотарзького повіту Малопольського воєводства.
Населення — 314 осіб (2011).
У 1975-1998 роках село належало до Новосондецького воєводства.

## Демографія
Демографічна структура станом на 31 березня 2011 року:
|          | Загалом | Допрацездатний вік | Працездатний вік | Постпрацездатний вік |
| -------- | ------- | ------------------ | ---------------- | -------------------- |
| Чоловіки | 163     | 40                 | 111              | 12                   |
| Жінки    | 151     | 33                 | 81               | 37                   |
| Разом    | 314     | 73                 | 192              | 49                   |